# Min Hye-sook
Min Hye-Sook (15 de março de 1970) é uma ex-handebolista sul-coreana. campeã olímpica.
Fez parte da geração de ouro sul-coreana, medalha de ouro, em Barcelona 1992.